# Oskar Barnack

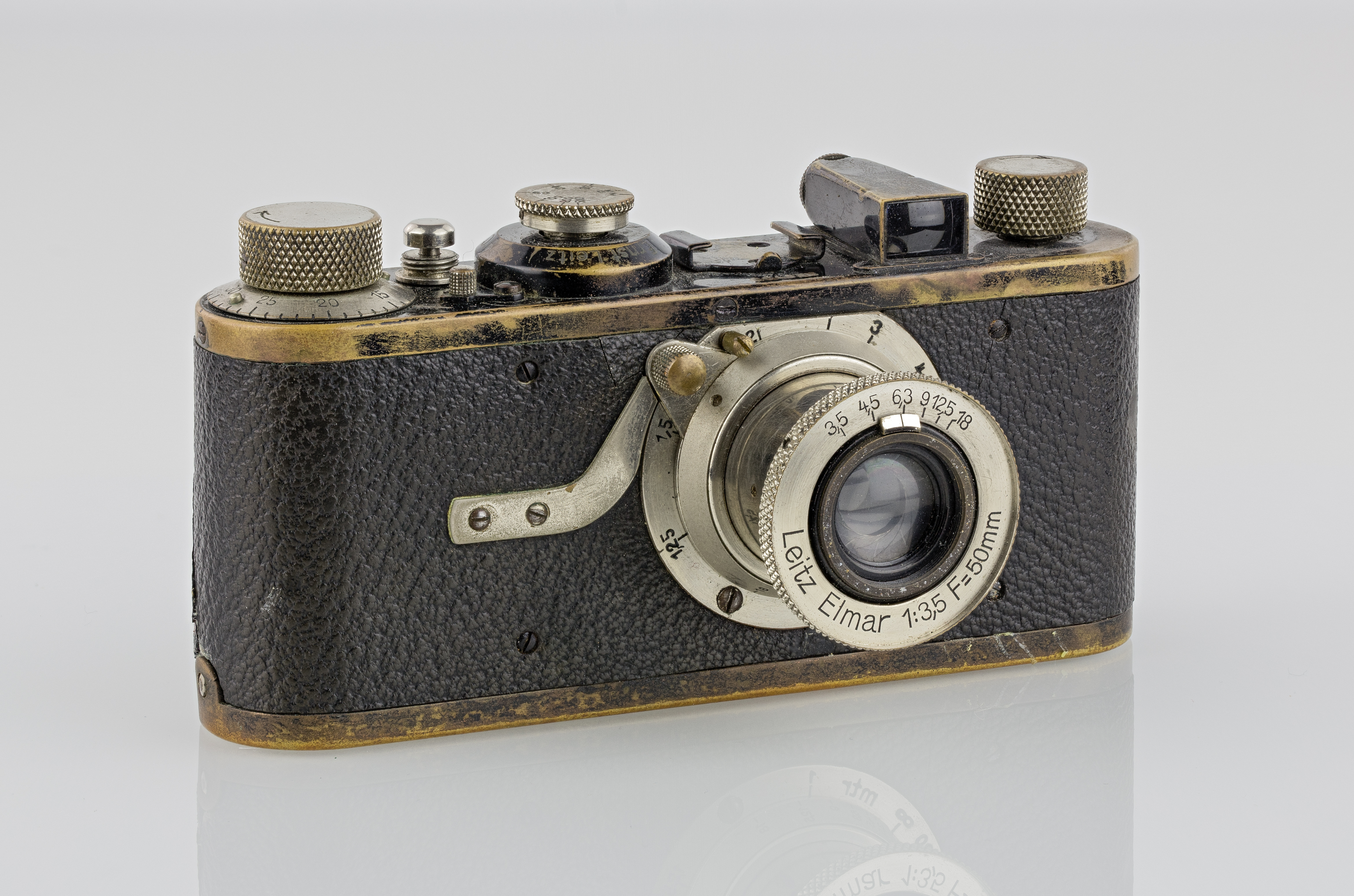
Leica I, 1927

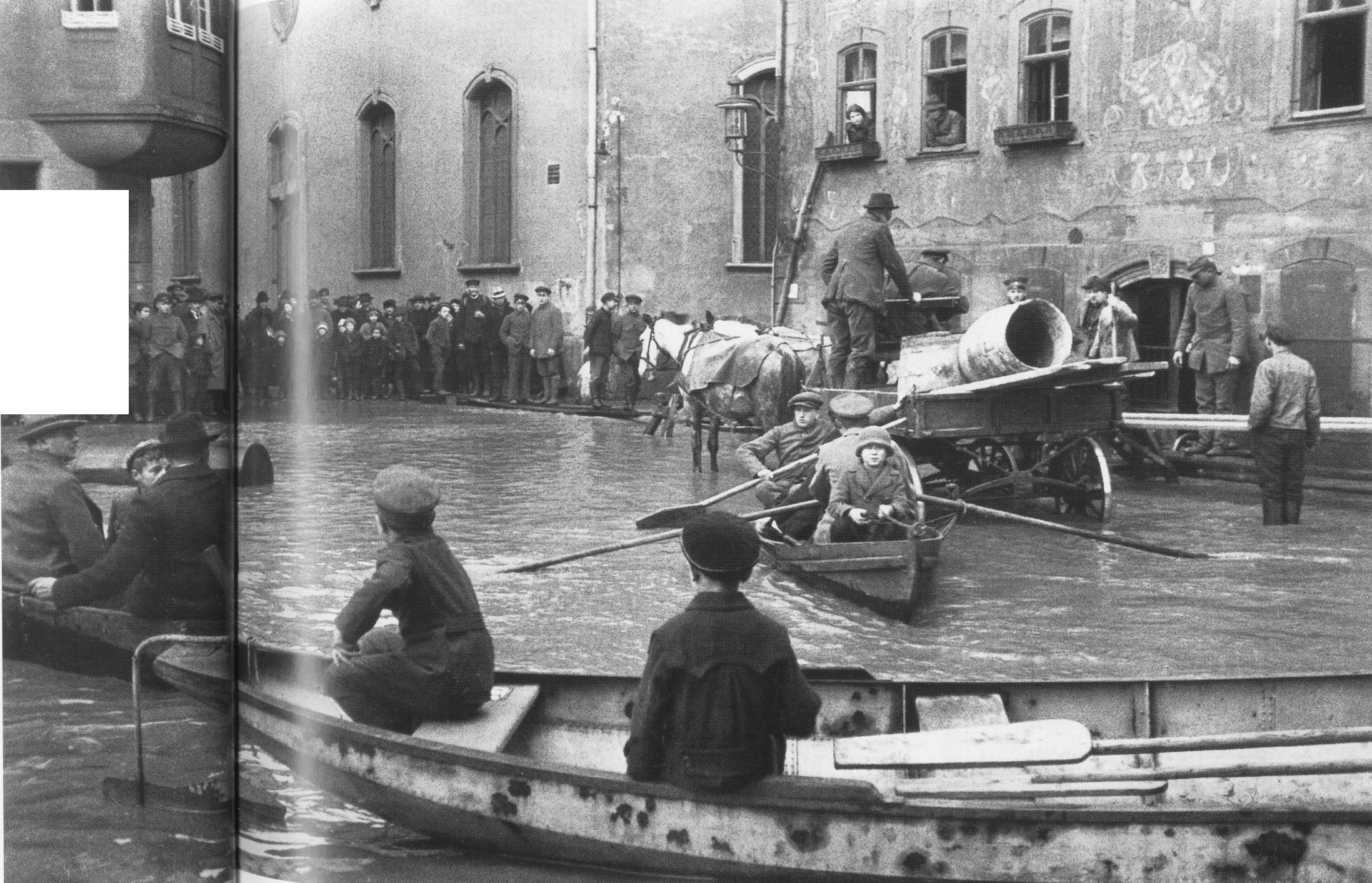
Riada histórica en Wetzlar, fotografía de Oskar Barmak, 1920

Oskar Barnack (Nuthe-Urstromtal, 1 de noviembre de 1879-Bad Nauheim, 16 de enero de 1936) fue un inventor y fotógrafo alemán que construyó en 1913 la primera cámara fotográfica de 35 mm, posteriormente llamada Ur-Leica, en la fábrica Leitz (Ernst Leitz Optische Werke) en Wetzlar.

## Biografía
Barnack era ingeniero en la empresa Leitz y sufría de asma, por lo que se propuso disminuir el tamaño y peso de las cámaras fotográficas para poder realizar fotografías en exteriores. El nombre dado a la cámara fue Leica que es un anagrama obtenido a partir de Leitz Camera y comenzó su comercialización en 1924.
Entre 1913 y 1914 adaptó para uso fotográfico el formato de la película de 35 mm que se utilizaba en el cine, construyendo la primera cámara fotográfica de formato pequeño. Los carretes de película perforada en el lateral permitían realizar un mayor número de fotos sin la necesidad de cambiar de placa en cada fotografía. Además, esta película se transportaba de manera horizontal, extendiendo el tamaño del marco a 24×36 mm con una relación de aspecto 2:3, en lugar de los 18x24 mm de las cámaras de cine que transportaban la película verticalmente. Los negativos de este pequeño formato podían ampliarse para obtener imágenes positivas de mayor tamaño en un local adaptado para el positivado. Pero para llevar a cabo este proceso, la cámara debía disponer de lentes de alta calidad que generaran unos negativos de la misma calidad y bien definidos. Por lo tanto, para crear sus cámaras recurrió a varios tipos de lentes para encontrar la mejor calidad en las imágenes. En un inicio probó un Zeiss Tessar, pero el Tessar fue diseñado para el formato cinematográfico de 18×24 mm, por lo que los negativos de 24x36 mm de la Leica eran parcialmente cubiertos. Posteriormente, probó un lector Leitz Mikro-Summit de 1:4,5 y 42 mm para el prototipo, pero para lograr la resolución necesaria para una ampliación satisfactoria, el formato de 24x36 mm necesitaba una lente diseñada especialmente para ello. La primera lente de Leica que surgió consistía en un diseño de 50 mm f/3.5 basado en el "Triplete Cooke".
En 1923 Barnack convenció a su jefe, Ernst Leitz II, para hacer una serie de preproducción de 31 cámaras para la fábrica y para fotógrafos exteriores. Aunque los prototipos tuvieron una recepción mixta, Ernst Leitz decidió en 1924 producir la cámara. Fue un éxito cuando se presentó en la Feria de Primavera de Leipzig de 1925 como Leica I (para la cámara Leitz).
También fue de los primeros fotógrafos que realizaron reportajes gráficos en los que podía contemplarse la relación de las personas con su entorno, de esta manera realizó lo que se considera como primer reportaje hecho con una cámara de 35 mm y que muestra la inundación provocada por el río Lahn en Wetzlar.
En 1979, con motivo del centenario de su nacimiento se creó el Premio Leica Oskar Barnack, dotado con 5000 euros y que se concede en julio en los Encuentros de Arlés.

## Premio Oscar Barnack
Un jurado internacional concede el Premio Leica Oskar Barnack a los fotógrafos profesionales cuyos poderes de observación, capturan y expresan la relación entre el hombre y el medio ambiente de la forma más gráfica, en una secuencia de un mínimo de 10 hasta un máximo de 12 imágenes.
Las presentaciones de entrada deben ser una serie autónoma de imágenes en las que el fotógrafo percibe y documenta la interacción entre el hombre y el entorno con una visión aguda y estilo visual contemporáneo: creativo, rompedor e innovador. Solo se acepta una entrada para fotógrafo. Además de estas de las categorías de "Premio Leica Oskar Barnack" y "Premio Leica Oskar Barnack Award Newcomer", se otorgarán diez finalistas con un premio en efectivo de 2.500 euros por su serie.
El ganador de la categoría principal "Premio Leica Oskar Barnack" recibe un premio en efectivo de 25.000 euros y, además, una cámara Leica M y una lente por valor de 10.000 euros.